# Plumpungrejo (Kademangan)
Plumpungrejo is een bestuurslaag in het regentschap Blitar van de provincie Oost-Java, Indonesië. Plumpungrejo telt 3522 inwoners (volkstelling 2010).